# Polyphon

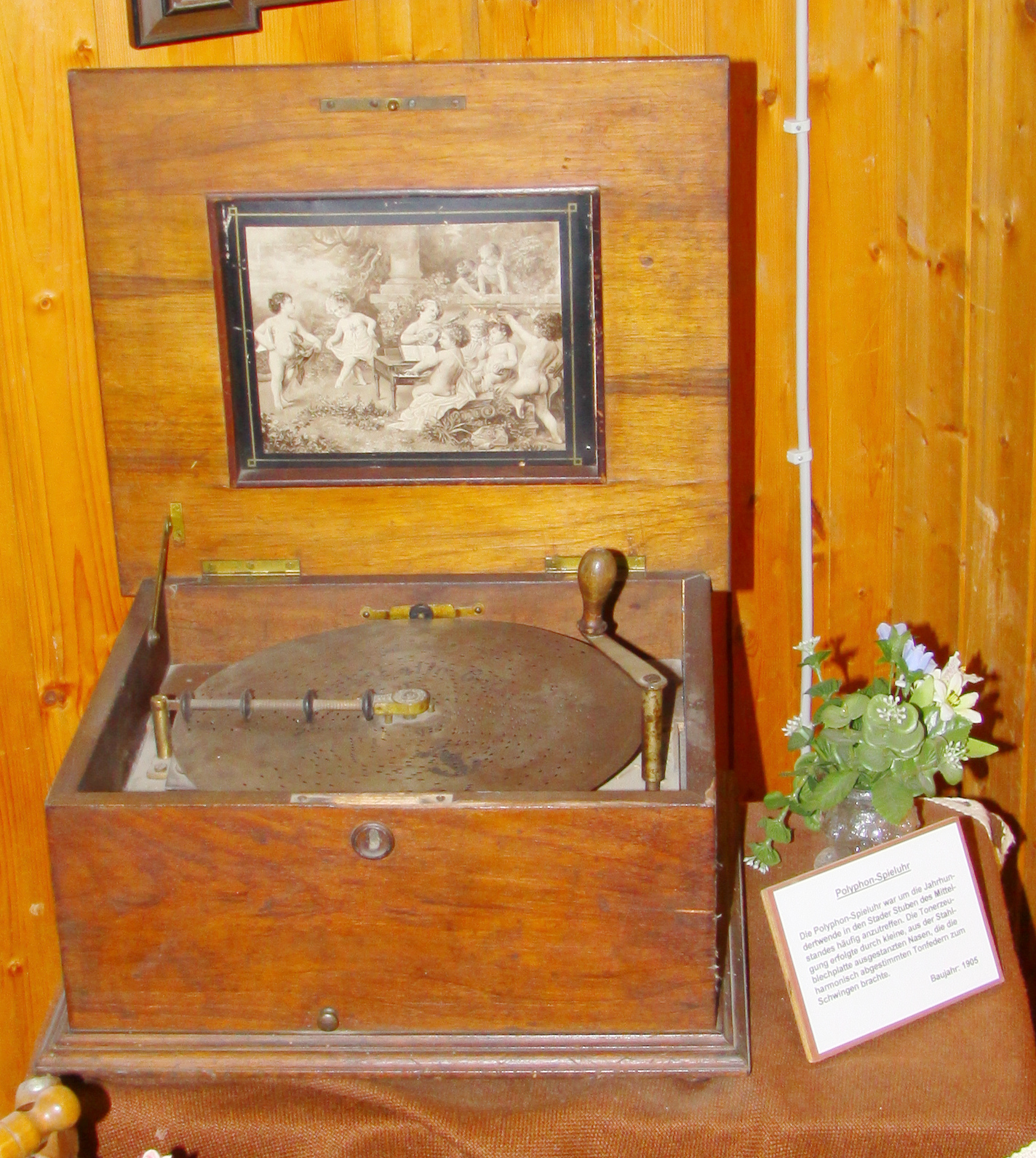
1905 年的 Polyphon

Polyphon 是一種碟片播放式的音樂盒。它被發明於 1870 年，其最先被由坐落於德國萊比錫的 Polyphon Musikwerke 公司生產。全規模的生產於  1897 年開始並持續到 20 世紀早期。 Polyphon 被出口到了全世界，音樂被提供到了英國、法國、德國和更遙遠的市場。Polyphon 同時是一家在 1908 年由 German Polyphon Musikwerke AG 註冊的唱片公司。於 1913 年起， Polyphon 使用 Polydor 旗下的 Polyphon Musik 與 Polyphon Record 商標進行售賣。

## 擴展閱讀
- Ord-Hume, Arthur W. J. G. . London: Allen & Unwin. 1973. ISBN 978-0-04-789004-8.

## 外部鏈接
- Music Box Society Of Great Britain （页面存档备份，存于）
- Deutsche Grammophon Archive.today的存檔，存档日期2015-04-30
- Decca Label Group.com （页面存档备份，存于）
- About Universal Denmark （页面存档备份，存于）
- Encyclopedia of recorded sound - DGG
- Grammophon Portal （页面存档备份，存于）
- http://www.collectorsworldinc.com/history.php （页面存档备份，存于）
- Deutsche Grammophon, History Archive.today的存檔，存档日期2015-04-30
- Emil berliner Studios - The History Of The Record 1901-1925 （页面存档备份，存于）